# Novembre 1900

## Événements
- 1 novembre: publication par Léon XIII de l'encyclique "De Redemptore".
- 3 novembre: première à Moscou de l'opéra de Nicolaï Rimski-Korsakov, "Le tsar Saltan".
- 4 novembre: par référendum, les Suisses rejettent la proposition sociale-démocrate d'introduire la proportionnelle.
- 5 novembre : ouverture d'une assemblée constituante chargée de rédiger une constitution libérale à Cuba. Établissement du suffrage universel le lendemain.

- 6 novembre : le républicain William McKinley (R) est réélu président des États-Unis.

- 7 novembre : 
  - élection fédérale canadienne de 1900. Wilfrid Laurier est reconduit au pouvoir.
  - la bataille de Leliefontein commence. Trois canadiens reçoivent la Victoria Cross pour leur valeur au combat.
- 9 novembre: à Prague, première de l'opéra de Zdenek Fibich, "La chute d'Arkun".

- 12 novembre : fermeture de l'Exposition universelle de Paris. En 212 jours, 50 471 440 visiteurs sont enregistrés.
- 19 novembre: à Stockholm, première de la pièce d'August Strindberg, "Le Chemin de Damas".
- 23 novembre: Claude Monet expose pour la toute première fois ses "Nymphéas" à la galerie Durand-Rueil, à Paris, lors d'une exposition consacrée à l'artiste.
- 24 novembre: visite du président Paul Kruger à Paris (jusqu'au 30 novembre); accueil enthousiaste de la foule.
- 28 novembre: Un dépôt souterrain de dynamite explose à la Fosse Fénelon de la Compagnie des Mines d’Aniche (17 ouvriers tués sur le coup, 4 mortellement blessés et 12 blessés dont 1 grave).

## Naissances
- 6 novembre : Irénise Moulonguet, supercentenaire française († 28 mai 2013).
- 8 novembre : József Eisenhoffer, footballeur hongrois (13 février ou 13 novembre 1945).
- 11 novembre : Hideichi Yokozeki, cartographe japonais († 16 janvier 1976).
- 14 novembre : Aaron Copland, compositeur américain († 2 décembre 1990).
- 16 novembre : Eliška Junková, pilote automobile tchèque († 5 janvier 1994).
- 18 novembre : Roparz Hemon, linguiste, romancier, et poète breton († 29 juin 1978).
- 20 novembre : 
  - Chester Gould, dessinateur de comics américain († 11 mai 1985).
  - Athole Shearer (en), actrice canadienne († 17 mars 1985).
- 25 novembre : 
  - Helen Gahagan Douglas, femme politique canadienne († 28 juin 1980)
  - Charles Emmett Mack, acteur américain († 17 mars 1927).

## Décès
- 12 novembre : Gustave Vient, peintre français (° 5 septembre 1847).
- 22 novembre : « Torerito » (Rafael Bejarano Carrasco), matador espagnol (° 5 décembre 1863).
- 25 novembre : Louis Léopold Ollier, chirurgien français fondateur de l'orthopédie (° 2 décembre 1830)
- 30 novembre : Oscar Wilde, écrivain britannique d'origine irlandaise (° 16 octobre 1854).